# Галкинский район (Казахстан)
Галкинский район (каз. Галкино ауданы) — единица административного деления Павлодарской области Казахской ССР, существовавшая в 1944—1957 годах. Центр — село Галкино.

## История
Галкинский район был образован 8 мая 1944 года в составе Павлодарской области путём разукрупнения Цюрупинского района. В состав района вошли Александровский, Алексеевский, Бурубайский, Галкинский, Еленовский, Жана-Аульский, Николаевский, Ниязовский, Радужный, Тайбарагский, Теренгульский, Ундрусский и Чигиринский сельсоветы.
На 1 января 1951 года район включал 13 сельсоветов: Александровский, Алексеевский, Бурубайский, Галкинский, Еленовский, Жана-Аульский, Николаевский, Ниязовский, Радужный, Теренгульский, Ундрусский, Чигиринский и Шокталский.
25 октября 1957 года Галкинский район был упразднён, а его территория передана в состав Цюрупинского района.